# Charles Q. Brown Jr.
Charles Quinton Brown Jr., född 1962, är en amerikansk general i USA:s flygvapen som mellan 1 oktober 2023 och 21 februari 2025 var USA:s försvarschef. Brown hade mellan 2020 och 2023 varit USA:s flygvapenstabschef. 
Brown avskedades av USA:s president Donald Trump på rekommendation av USA:s försvarsminister Pete Hegseth som uttalat att Brown var för alldelles för woke och "måste bort".

## Biografi
Browns militära karriär började 1985 efter bachelorexamen från Texas Tech University i byggteknik samt deltagit i ROTC och därmed erhållit officersfullmakt. 
Han var pilot för F-16 Fighting Falcon med över 3 100 flygtimmar, varav 130 i strid. Flygutbildningen påbörjades under senare delen av 1980 talet vid Holloman Air Force Base och MacDill Air Force Base. 1991 genomgick Brown F-16 kursen vid U.S. Air Force Fighter Weapons School.
Brown har tjänstgjort i en rad olika befattningar på skvadrons och divisionsnivå, inklusive som instruktör för F-16 Fighting Falcon vid U.S. Air Force Fighter Weapons School.
1994 tog Brown en mastergrad i aeronautik vid Embry-Riddle Aeronautical University i Florida. Från 1994 till 1996 av Brown adjutant (aide-de-camp) till flygvapenstabschefen i Pentagon, följt av kurser efter befordran vid Air Command and Staff College vid Maxwell Air Force Base samt vid Armed Forces Staff College i National Defense University. 
Som nybliven överstelöjtnant 1999 tjänstgjorde Brown i en rad befattning under 4 år vid Shaw Air Force Base, först som instruktörspilot vid 79th Fighter Squadron, chefsinstruktör vid 20th Operations Support Squadron, operationschef för 55th Fighter Squadron, samt slutligen som befälhavare för 78th Fighter Squadron. 
Efter befordran som överste så var Brown mellan 2005 och 2007 chef för U.S. Air Force Weapons School samt därefter från maj 2007 till maj 2008 var Brown befälhavare för 8th Fighter Wing vid Kunsan Air Base i Sydkorea.
Efter befordran till brigadgeneral var Brown från 2009 till 2011 var Brown befälhavare för 31st Fighter Wing vid Aviano Air Base i Italien. Därefter stabsbefattningar vid U.S. Air Forces Central Command och U.S. Air Forces in Europe - Air Forces Africa.
Som generallöjtnant var Brown vice befälhavare för United States Central Command mellan 2016 och 2018. Brown befordrades till general 2018 och var befälhavare för Pacific Air Forces fram till 2020, samma år utsågs han till USA:s flygvapenstabschef. 
President Donald Trump meddelade avskedandet offentligt via en post på Truth Social.

### Befordringsdatum
| Fänrik           | Löjtnant         | Kapten           | Major          | Överstelöjtnant | Överste     | Brigardgeneral   | Generalmajor | Generallöjtnant | General      |
| O-1              | O-2              | O-3              | O-4            | O-5             | O-6         | O-7              | O-8          | O-9             | O-10         |
| ---------------- | ---------------- | ---------------- | -------------- | --------------- | ----------- | ---------------- | ------------ | --------------- | ------------ |
|                  |                  |                  |                |                 |             |                  |              |                 |              |
| 28 februari 1985 | 28 februari 1987 | 28 februari 1989 | 1 augusti 1996 | 1 juli 1999     | 1 juni 2005 | 20 november 2009 | 3 juli 2013  | 29 juni 2015    | 26 juli 2018 |